# Aconit (K58)
Aconit foi uma das nove corvetas da Classe Flower cedidas pela Marinha Real Britânica as forças navais da França Livre. Nomeada inicialmente com HMS Aconite (K58), foi rebatizada como FFL Aconit (K58) pelas  Forças Navais Francesas Livres.

## Segunda Guerra Mundial
Durante a Segunda Guerra Mundial, esteve 728 dias no mar e escoltou 116 comboios. Teve uma relevante atuação na Batalha do Atlântico. Em março de 1943, afundou o submarino da Alemanha U-444 com cargas de profundidade e tiros de artilharia, participou do afundamento do submarino U-432 na mesma data. O navios esteve ativo até 5 junho de 1945 dia do encerramento das operações navais da guerra na Europa.
O navio de guerra foi condecorado pelos seus relevantes serviços com a Croix de la Libération e Croix de Guerre do Governo da França, e foi citado pelo Almirantado do Reino Unido.

## Pós guerra
O Aconit foi utilizado por um breve período com escola naval da Marinha da França, antes de ser devolvido para a Marinha Real Britânica em 30 de abril de 1947 e renomeado como HMS Aconite.
Em julho de 1947 o navio foi vendido para a empresa inglesa United Whalers e passou por reformas e adaptações no estaleiro Harland & Wolff em Belfast. Com o nome de Terje 11 foi utilizado como barco fábrica e depois como  baleeiro na caça as baleias. Em agosto de 1960, a companhia escocesa de caça as baleias Christian Salvesen adquiriu o navio que passou a ser chamado de Southern Terrier. Em sua última temporada no mar em 1963 trabalhou fretado para a companhia de pesca norueguesa A/S Kosmos.
Descomissionado em 1964 o navio foi desmontado em Bruges na Bélgica, onde chegou em janeiro de 1967.